# Gaddesby
Gaddesby è un paese di 450 abitanti della contea del Leicestershire, in Inghilterra.